# Municipio de Towanda (Illinois)
El municipio de Towanda (en inglés: Towanda Township) es un municipio ubicado en el condado de McLean en el estado estadounidense de Illinois. En el año 2010 tenía una población de 1296 habitantes y una densidad poblacional de 14,25 personas por km².

## Geografía
El municipio de Towanda se encuentra ubicado en las coordenadas 40°32′1″N 88°51′46″O / 40.53361, -88.86278. Según la Oficina del Censo de los Estados Unidos, el municipio tiene una superficie total de 90.92 km², de la cual 90,92 km² corresponden a tierra firme y (0 %) 0 km² es agua.

## Demografía
Según el censo de 2010, había 1296 personas residiendo en el municipio de Towanda. La densidad de población era de 14,25 hab./km². De los 1296 habitantes, el municipio de Towanda estaba compuesto por el 93,36 % blancos, el 0,85 % eran afroamericanos, el 0,08 % eran amerindios, el 3,86 % eran asiáticos, el 0,46 % eran de otras razas y el 1,39 % eran de una mezcla de razas. Del total de la población el 1,85 % eran hispanos o latinos de cualquier raza.